# 习近平生态文明思想

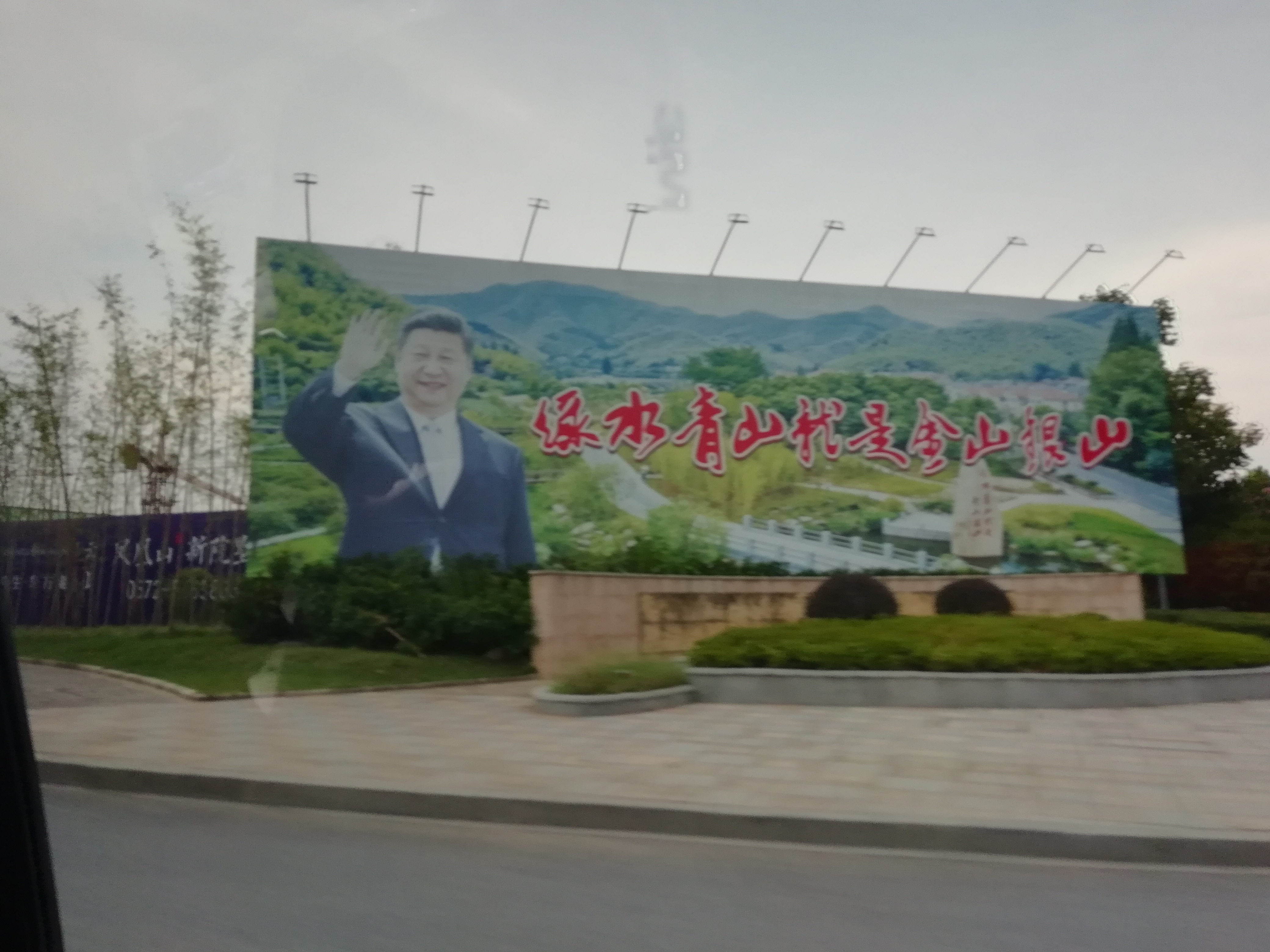
杭长高速公路安吉出口附近的“绿水青山就是金山银山”标语

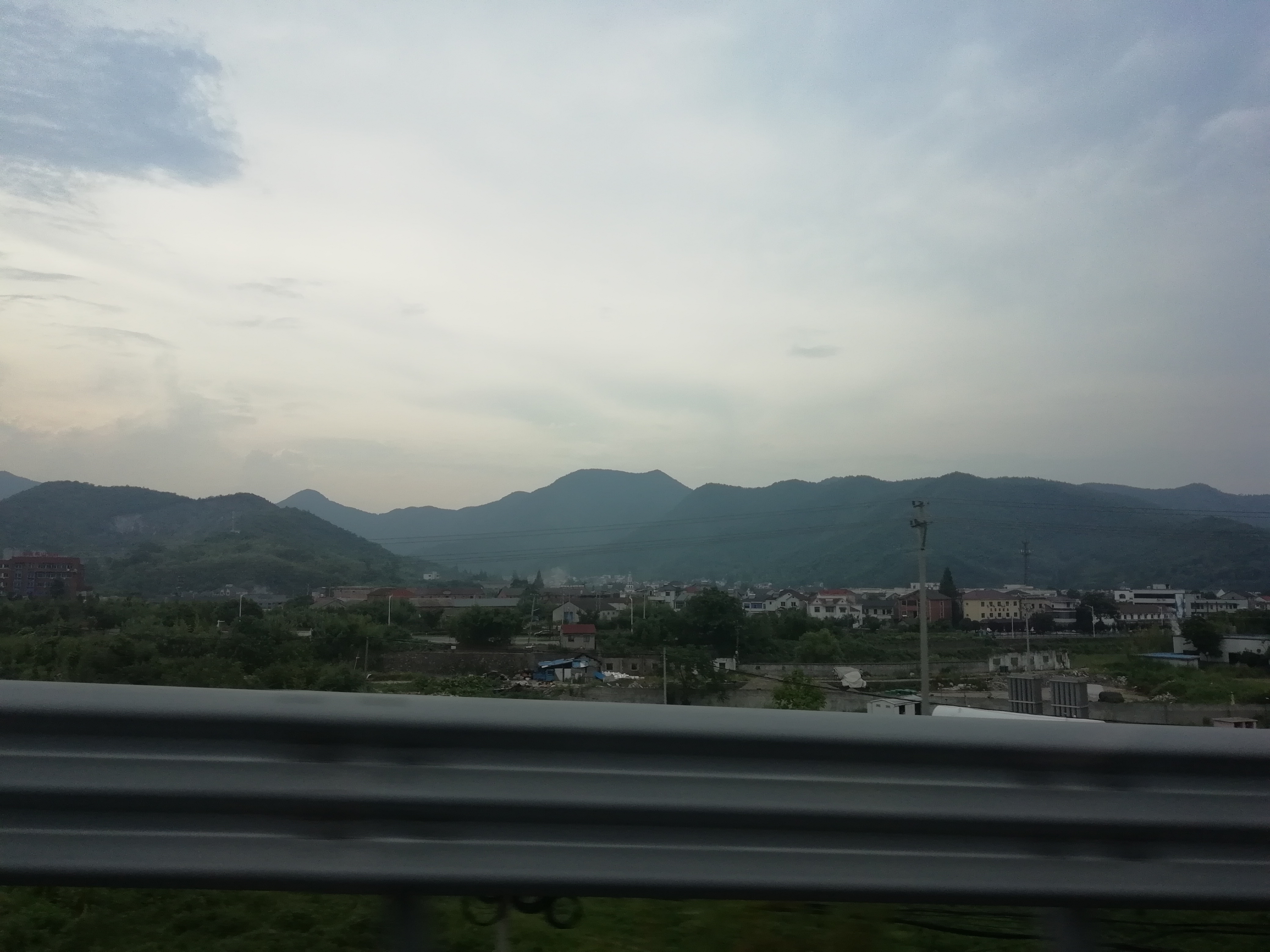
位于安吉县天荒坪镇的余村为“两山理论”的发源地

习近平生态文明思想（又称两山理论、两山论），是现任中共中央总书记习近平任职中共浙江省委书记时，于2005年8月15日在浙江省湖州市安吉县余村考察调研时提出的理论，表述为“绿水青山就是金山银山”。调研余村9天之后，习近平以笔名“哲欣”在《浙江日报》头版《之江新语》栏目中发表《绿水青山也是金山银山》短评，文中指出：“绿水青山可带来金山银山，但金山银山却买不到绿水青山。绿水青山与金山银山既会产生矛盾，又可辩证统一。”“两山论”是指导中国大陸生态文明建设的主要理论，也为习近平任职中央后提出的“系统性的生态文明建设理论”立下了基础，为中国大陸迈向生态市场经济提供了理论支持，为中国大陸供给侧结构性改革开拓新空间、提供新思路，为实现城乡两元文明共生、城乡均衡发展的中国特色城镇化模式提供了新的解决方案。
2017年10月18日，该理论写入中共十九大报告，此举以示他对环保工作的支持。该理论可以被认为是习近平新时代中国特色社会主义思想中生态文明思想的重要内容。

## 背景
安吉县是浙江省湖州市下辖的一个县，当地经济一度处于相对欠发达的状态，全县民众都希望加快县域经济发展。但是，当地民众一直对“发展经济是否一定要以牺牲环境为代价”感到困惑。特别是习近平所考察的余村，当地村民凭借自然资源，先后开办矿山、水泥厂以促进经济发展。在1990年代，余村集体经济收入每年达300多万元人民币，是安吉的“首富村”，全村280户村民中有一半以上家庭的成员在矿区务工。然而当地村民一直因开矿时所产生的炸药爆炸声、空气污染、水污染所担忧，导致当地竹笋减产，全村生态系统被严重破坏。而湖州市的妙西镇，乃至整个浙江省也同样遇到了类似的问题。2003年，湖州提出创建生态市的目标，而湖州辖下的安吉县也提出了创建全国首个生态县的目标，决定关停矿山、水泥厂等高污染企业。但高污染企业关停之后，当地经济指标出现了下降，而当地民众也就是否继续开矿发起了讨论。

## 提出
2005年8月15日，时任中共浙江省委书记的习近平第二次赴湖州市安吉县考察调研，在天荒坪镇余村的一间简陋会议室召开了会议。在时任余村党支部书记鲍新民汇报到关停矿山时，习近平对当地村民决心关闭石矿和水泥厂给予肯定，称他们这是“高明之举”。习近平还用主要篇幅的形式，系统阐释了“绿水青山就是金山银山”这一理论。习近平在讲话中表示：
|  | 我们过去讲既要绿水青山，也要金山银山，其实绿水青山就是金山银山，本身，它有含金量……要坚定不移地走这条路，有所得有所失，熊掌和鱼不可兼得的时候，要知道放弃，要知道选择。 |

2005年8月24日，习近平在《浙江日报》的《之江新语》专栏发表《绿水青山也是金山银山》的评论。习近平在评论中指出：
|  | 在鱼和熊掌不可兼得的情况下，我们必须懂得机会成本，善于选择，学会扬弃，做到有所为有所不为。在选择之中找准方向，创造条件，让绿水青山源源不断地带来金山银山。 |

2006年3月8日，习近平在中国人民大学的一次演讲中，结合实践进一步深化“两山论”，系统阐释了“两山论”之间的辩证统一关系的三个阶段：
|  | 第一个阶段是用绿水青山去换金山银山，不考虑或者很少考虑环境的承载能力，一味索取资源。第二个阶段是既要金山银山，但是也要保住绿水青山，这时候经济发展和资源匮乏、环境恶化之间的矛盾开始凸显出来，人们意识到环境是我们生存发展的根本，要留得青山在，才能有柴烧。第三个阶段是认识到绿水青山可以源源不断地带来金山银山，绿水青山本身就是金山银山，我们种的常青树就是揺钱树，生态优势变成经济优势，形成了浑然一体、和谐统一的关系，这一阶段是一种更高的境界。 |

2006年4月，习近平在浙江省生态建设领导小组会上说：
|  | “两座山”之间有矛盾，又辩证统一。绿水青山可以源源不断地带来金山银山，我们种的常青树就是摇钱树。生态优势变经济优势，这是一种更高的境界。我们追求人与自然的和谐、经济与社会的和谐，通俗地讲就是要“两座山”：既要金山银山，又要绿水青山，绿水青山就是金山银山。 |

2006年7月29日，习近平到丽水市考察，告诫当地干部“绿水青山就是金山银山，对丽水来说尤为如此”。

## 深化
自习近平担任中共中央总书记、国家主席、中央军委主席后，“两山理论”开始多次在中国大陆范围内提及。
2013年9月7日，习近平在哈萨克斯坦纳扎尔巴耶夫大学发表演讲时阐述了“两山”理论。
2015年3月24日，习近平主持召开中共中央政治局会议，通过了《关于加快推进生态文明建设的意见》，“绿水青山就是金山银山”理念正式写入《意见》中，在中央文件中为首次。
2016年5月，联合国环境规划署根据“两山理论”发表《绿水青山就是金山银山：中国生态文明战略与行动》报告。
2017年10月18日，“两山理论”写入中共十九大报告，报告指出“坚持人与自然和谐共生，必须树立和践行绿水青山就是金山银山的理念”，同时在会上表示中国大陸必须注重可持续发展。此举同时表示習对环保工作的支持。
2020年3月30日，担任中共中央总书记的习近平再次前往安吉县余村考察调研，肯定了余村对践行这一理论、发展绿色经济并带动村民增收致富的做法，并说两山理念“已经成为全党全社会的共识和行动，成为新发展理念的重要组成部分”。

## 影响

### 对安吉县的影响
该理论在安吉提出后，安吉县围绕“两山理论”，在2008年率先于中国大陆开展“美丽乡村”建设，将整个县的187个村纳入景区规划。目前，安吉县共有“美丽乡村”精品村164个，总覆盖率达95.7%，后于2014年发布以安吉县为主起草的浙江省《美丽乡村建设规范》地方标准，2015年晋级为国家标准。同时，安吉县在中国大陆范围内首创“农家乐”，开创了乡村旅游的先河。目前安吉县呈现“一、二、三产融合”的生态经济形态，实现“一山三吃”，以生态农业、生态工业、生态旅游为重点发展领域，同时新发展文化创意产业。
到2014年，安吉县实施“山青水净”三年行动计划，通过洁河、净水、绿坡、青山、清洁生产、城乡治污、城市畅通等连线成片工程，确保当地拥有更好的生态环境。目前安吉县水污染已经有了明显改善，当地万元GDP能耗出现明显下降。
另外，习近平所考察的余村，村民除开办农家乐外，还兴建了文化礼堂、便民服务驿站、电影院等设施。由此余村也成为了旅游景区，2016年获评为国家3A级旅游景区，当年到访游客超过30万人次。2023年6月29日，余村“两山”会址被公布为浙江省文物保护单位。

### 对湖州市的影响
除安吉外，“两山理论”在湖州市其他区县也有影响。例如在长兴县，一些造成严重污染的小企业被关停，当地蓄电池企业从175家减少到16家。而妙西镇的矿企也集体转型。从2005年到2020年的15年中，湖州对纺织、建材、印染、蓄电池等十多个行业进行专项整治，关停大批“小散乱”企业。湖州通过淘汰、兼并、重组等方式，企业数由225家减少到16家，而产值增加了14倍，税收增加了6倍，成为重要的绿色能源供应基地。数据显示，2005年至2019年，湖州全市单位能耗水平下降了52.5%，单位建设用地投资和地方财政收入提高了2.3倍和3倍，被评为全国14个稳增长和转型升级成效明显市之一。

### 对浙江省的影响
“两山理论”在浙江省也有广泛影响。自该理论提出后，浙江省推进“五水共治”、“三改一拆”、“四边三化”、“811环境整治行动”等工程，对环境破坏行为进行整治；同时浙江各地优化国土空间规划布局，保证了绿水青山与金山银山的长期坚守与协调发展。而浙江还通过当地的生态资源，依托两山理论发展旅游休闲产业、生态创意农业、文化产业、绿色工业，并在全省范围推进“美丽乡村”建设和农村互联网建设，实现“万村景区化”。另外，浙江也率先建立了生态补偿制度，使当地既可以发展生态产业，还可以保护环境。

### 对宁夏回族自治区的影响
2020年6月10日，习近平强调，宁夏要“努力建设黄河流域生态保护和高质量发展先行区。”对“先行区”建设，他指出：
|  | 要牢固树立绿水青山就是金山银山的理念……抓好生态环境保护。要把保障黄河长治久安作为重中之重……努力建设黄河流域生态保护和高质量发展先行区。 |

### 对中国大陆的影响

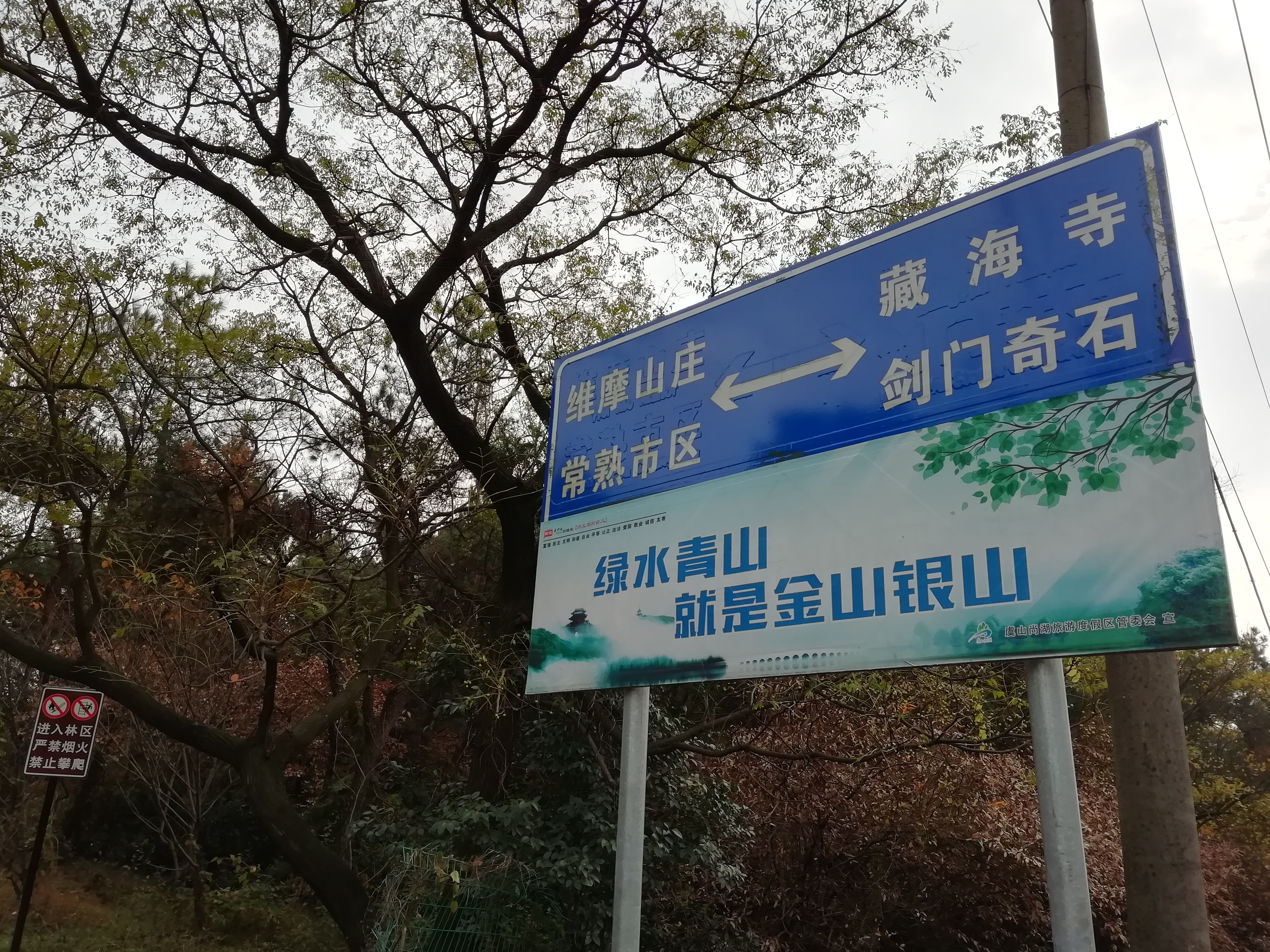
位于江苏省常熟市虞山的“绿水青山就是金山银山”标语

在中国大陆各地，则通过绿色种植产业模式、乡村旅游产业、家庭经营模式、合作社+NGO+农户经营模式、企业+政府+合作社经营模式、自然恢复或人工恢复与经济发展兼顾模式等模式践行“两山理论”，改变了农村生态保护与经济发展之间的关系。而中国中央电视台晚间7点档播出的新闻节目《新闻联播》，每天均会重点播出与生态环境保护有关的新闻，在播出时均会提到该理论。

## 相关作品
- 纪录片《绿水青山就是金山银山》，由中共浙江省委宣传部、浙江广播电视集团制作，2015年8月11日至13日在浙江卫视播出[24]。
- 电视剧《青恋》，该剧围绕“两山理论”制作，讲述新一代青年创客团体为建设新农村奋斗的青春励志故事。2017年先后在央视一套、浙江卫视播出[25][26]。